# 立花鑑貞
立花鑑貞（？—1592年（文祿元年）7月17日），日本戰國時代、安土桃山時代的武將，原姓戶次，本名直貞，通稱三郎右衛門、彈正忠。妻為臼杵鑑常（鎮續）之女，有子立花鎮貞（織部助親家）、立花政辰（臼杵新介、三郎右衛門）。

## 生平

### 出自
立花鎮實是大友家重臣戶次鑑連（立花道雪）的一門親族眾之一。戶次氏是位於九州豐後國大野郡的豪族，支配附近的安東、高野、十時等村町，並依附豐後最大勢力的大友家。鎮實之父立花親繁是戶次鑑連的曾祖父親貞三子（一說為五男）親延之子(此一脈稱藤北戶次氏)，親繁後來又過繼給叔父立花親就為養子；親繁有子鎮時、鎮實和鑑貞。
其一族之血統、名譽、武勇在家中及至後世都受到敬重。鎮實祖父戶次親延於天文20年(1551年)於肥前國小坂戰死，父親親繁及叔父戶次親宗於永禄10年（1567年）9月4日戰死於休松之戰，兄長戶次鎮時及其子戶次統昌、堂兄弟戶次鎮直則戰死於天正14年12月12日（1587年1月20日）的戶次川之戰，次兄鎮實及其次男立花親雄亦於慶長5年(1600年)10月20日戰死於江上八院之戰。

### 早期經歷
永祿11年1月18日，鑑貞次兄鎮實元服並從大友宗麟處拜領“鎮”字時，亦共同拜領“鑑”字。後戶次家隨當主戶次鑑連轉封筑前繼承立花氏，鎮實和鑑貞跟隨前往筑前的立花山城，領有三百五十町的領地。由於自幼便做為鑑連的側近，受賜國光小脇差，其兄長鎮時則留在豐後繼續侍奉戶次本家。
天正9年（1581年）8月，在鑑連說服同為大友家重臣的高橋紹運讓其子高橋統虎（立花宗茂）做為婿養子繼承立花氏時，鑑貞擔任使者往返兩家之間，並迎接統虎至立花山城。由於大友宗麟對於反叛自己的立花鑑載之姓氏「立花」感到不悅，不同意重臣戶次鑑連改姓立花（鑑連實際上至死前都自稱戶次道雪），因此在鑑連的養子戶次統虎（立花宗茂）於天正10年（1582年）11月18日正式繼承立花姓氏後，讓鑑連一族家臣之最高位的鑑貞以及其兄鎮實於天正12年（1584年）率先改稱立花氏。
天正12年（1584年）8月，鑑連與高橋紹運進行筑後遠征之際，輔佐少主統虎留守立花山城；隔年9月11日，鑑連病逝於軍陣中。天正14年（1586年），島津氏大舉進攻九州北部，大友宗麟為此向豐臣秀吉請求援軍並讓出立花宗茂以及其實父高橋紹運作為秀吉的家臣；同年7月27日，高橋紹運的岩屋城被島津軍攻陷，同時也為立花宗茂爭取到時間，經過8月25日攻下高鳥居城等一系列反擊戰後，於10月上旬，宗茂派鑑貞做為代表立花家的使者前往大坂參見豐臣秀吉並致謝，代領受贈的國吉太刀。

### 立花氏大名城主時期
天正15年（1587年）立花宗茂於豐臣秀吉所發動的九州征伐之中立功，於戰後獲封筑後柳川為大名，在入柳川城之際，鑑貞帶領百餘名武士跟隨宗茂。鑑貞和其兄立花鎮實各受封城池：鎮實獲封今古賀城，鑑貞則獲封安武城，並配有50餘名與力，領有三千五百石俸祿，成為大名立花家的重臣之一。

### 出征朝鮮
隨後，立花家奉命出征朝鮮，在出征前於豐臣秀吉大本營肥前名護屋城集結軍勢之際，從秀吉處拜領陣羽織及南蠻鐵砲一挺。文祿元年（1592年）鑑貞和鎮實一同作為旗本大將隨立花宗茂渡海征戰，於同年7月17日戰死。
慶長5年（1600年）的「關原之戰」期間，其子立花鎮貞(親家)於「大津城之戰」、「江上八院之戰」立功。立花家於戰後遭到領地沒收，陪同主君宗茂至伏見、棚倉。

## 家族繼承
立花鑑貞這一支由長男立花鎮貞（立花親家）繼承，繼續管領支城「安武城」，之後領地異動改領「松延城」。鎮貞娶高橋紹運幼女嘉也為妻，以城番之職為立花家重臣之一。之後參加了第二次朝鮮派兵的慶長之役，負責籌集兵糧。
次男政辰則於鑑貞死後另外配有10名與力、受領3百石俸祿，從母姓改稱臼杵新介而分家。慶長5年（1600年），政辰在16歲時跟隨主君宗茂加入西軍，並於大津城之戰最終階段、立花宗茂勸降大津城主京極高次時，做為高次投降後人身安全的保證，而擔任人質陪同高次前往奈良高野山，確實接過其書狀後前往伏見城覆命，受到宗茂讚賞其處事得宜。立花家在關原之戰後一度遭到領地沒收，於元和6年（1620年）又回歸柳川為大名，此時政辰受領4百石俸祿，島原之亂之際擔任番頭職參與鎮壓亂事。